# Gazebo

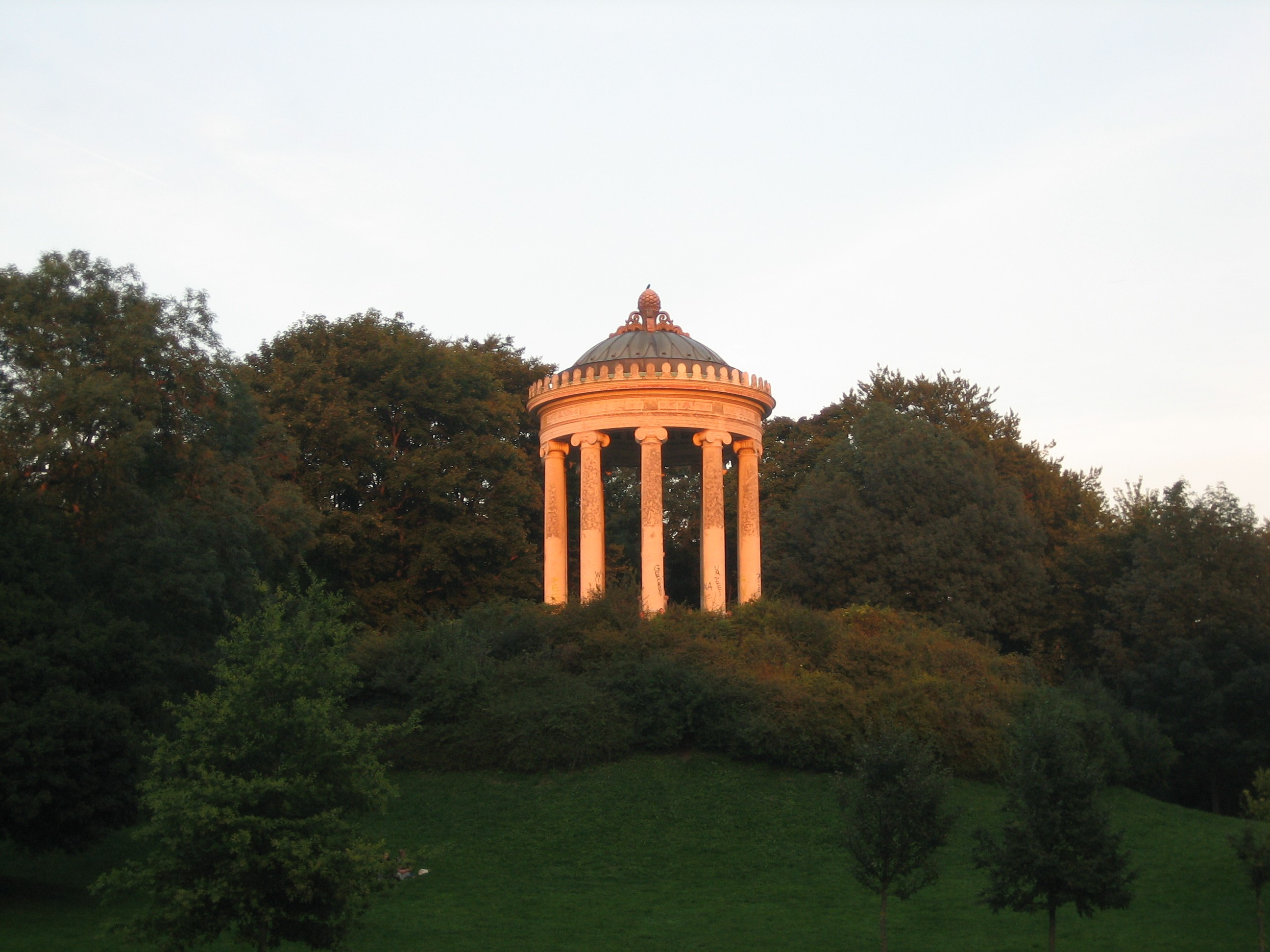
Gazebo tipo monóptero en Múnich

Un gazebo  es un pabellón de planta simétrica, generalmente hexagonal o circular, que comúnmente se encuentra en los parques, jardines, y en áreas públicas abiertas. Los gazebos se encuentran aislados, techados, y abiertos por todos los lados; proporcionan sombra, un abrigo de características básicas, función ornamental en un paisaje, y un lugar de descanso.
También se suele llamar gazebos en arquitectura comercial a los cuerpos exentos que sirven de comunicación vertical o salida de evacuación de aparcamientos.

## Etimología
El origen del término es desconocido ya que no existen cognados en otras lenguas europeas. En su uso original en los jardines franceses e ingleses, la palabra aparece en inglés en 1752. Los gazebos se ubicaban para disfrutar de una vista, tanto que de este modo se emite la hipótesis de que su etimología podría proceder del francés que c'est beau (‘qué bello’) o del latín macarrónico gazebo (‘miraré’).
Sin embargo, es más probable que derive de la palabra árabe kasbah o qasaba, mismo origen que el castellano «alcazaba».

## Descripción
De los ejemplos primitivos de pabellones de jardín solamente han sobrevivido los que fueron construidos más sólidamente. Los pabellones que una generación posterior pudo haber llamado gazebos son las "casas de jardín" en la Montacute House. Algunos gazebos en parques públicos son bastante grandes como para servir como Templetes.
Los gazebos también pueden tener en sus lados pantallas para resguardarse de los insectos y estas se pueden construir de diversos materiales. Algunos gazebos de estilo tienda no utilizan ningún tipo de material de construcción tradicional, sino solamente postes y telas tensadas, generalmente nailon. Mientras que ofrecen poca protección contra los elementos, proporcionan sombra junto con vistas en gran medida sin obstáculos y han ganado recientemente en popularidad debido a la preocupación cada vez mayor con respecto al mosquito transmisor del virus del Nilo Occidental.

## Galería

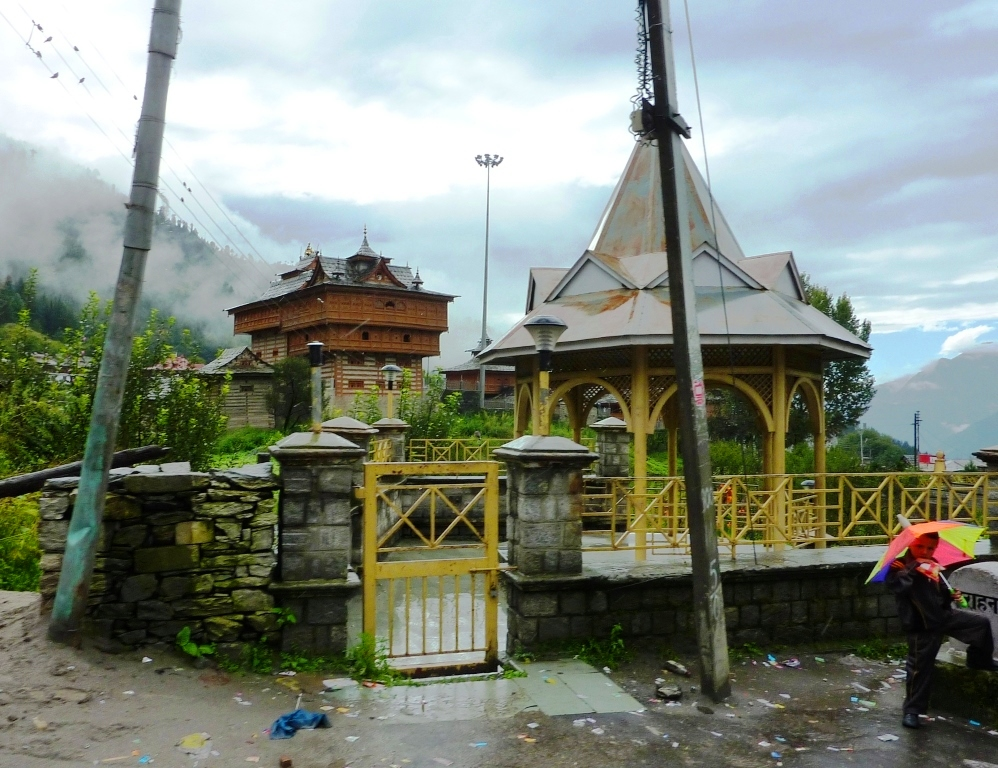
Quiosco en el Palacio Real, Sarahan, India
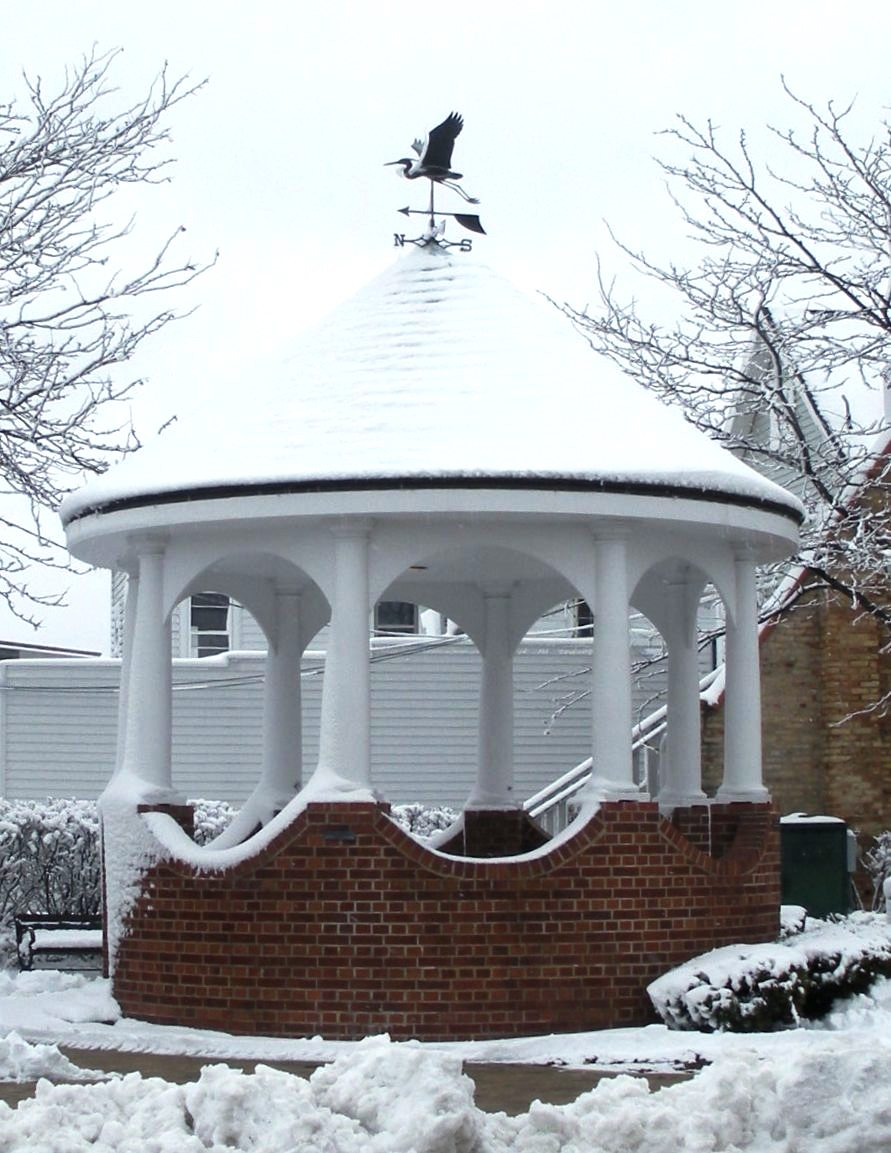
Una glorieta durante el invierno, rematada con una veleta
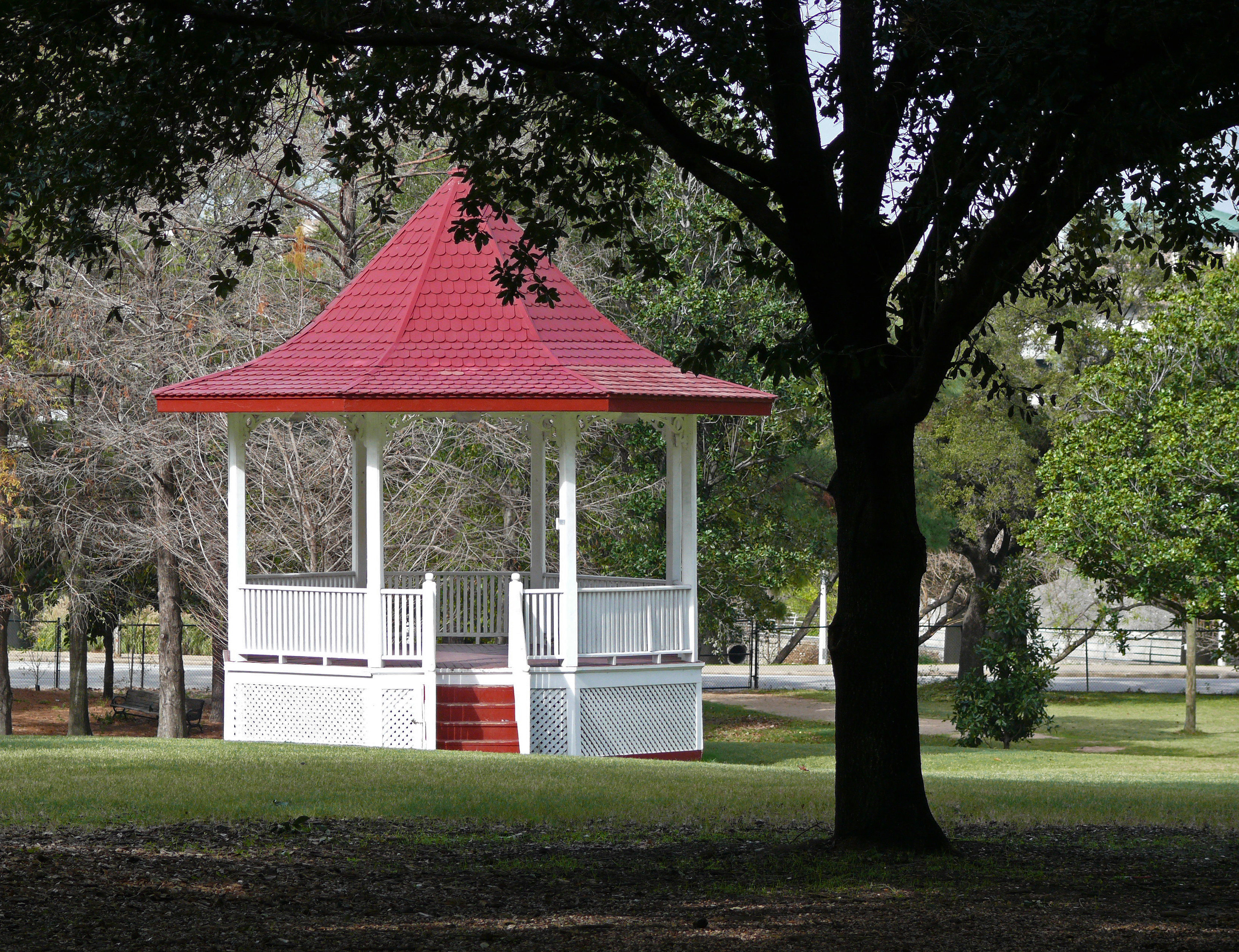
Gazebo en Sam Houston Park, Houston, Texas
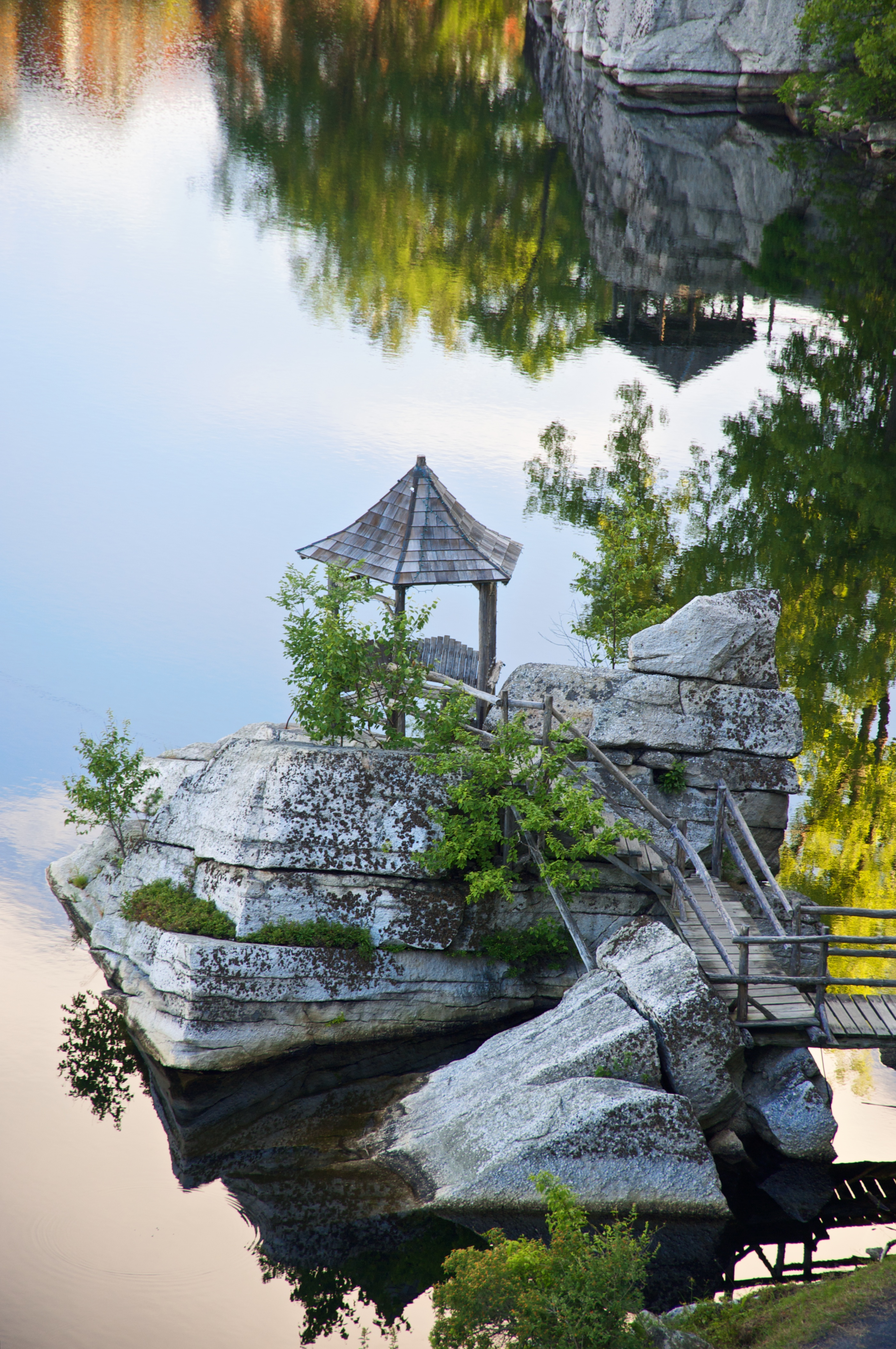
Un mirador para pescar a la sombra, Lake Mohonk, Nueva York
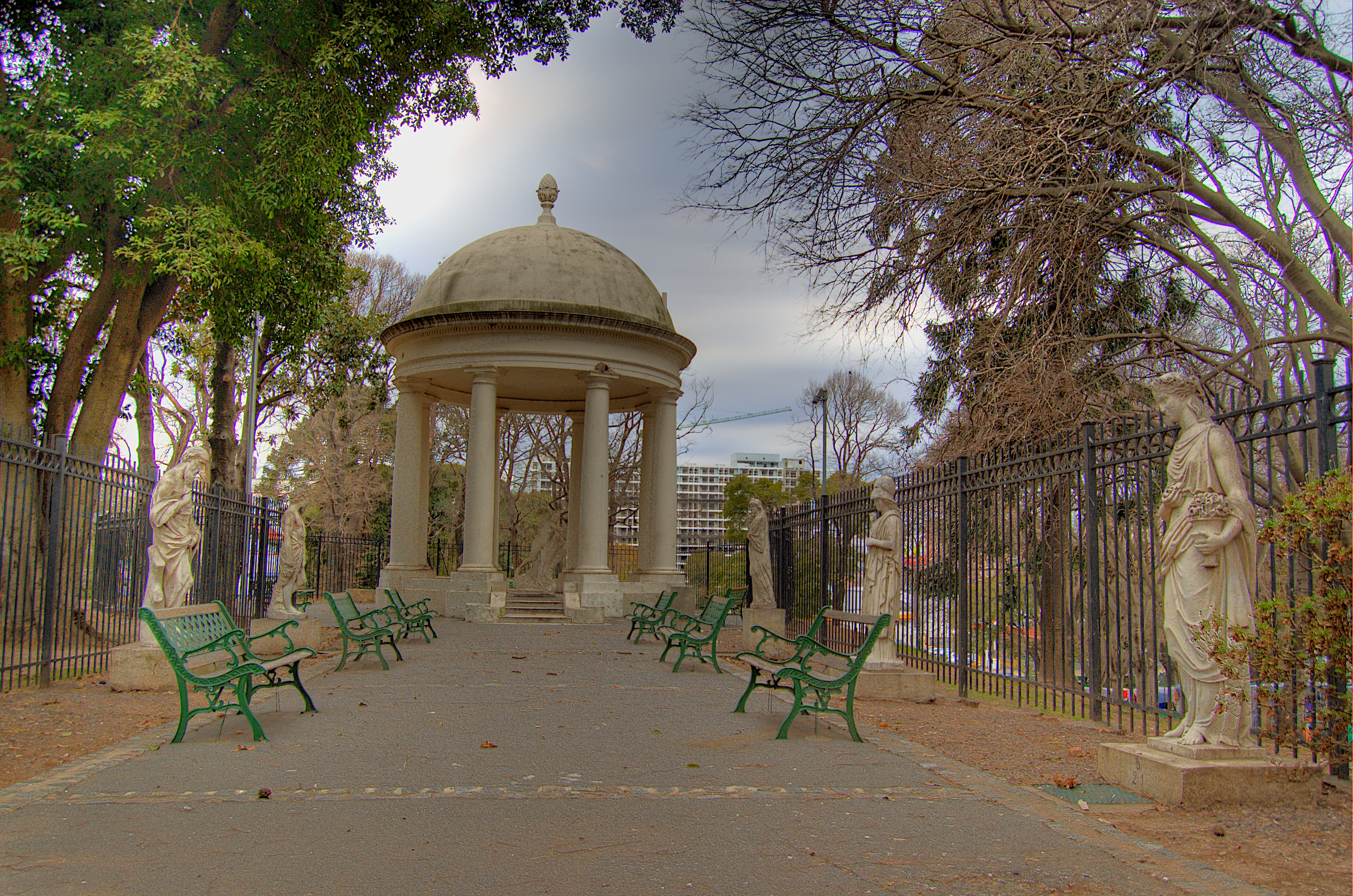
Gazebo en el parque Lezama de Buenos Aires
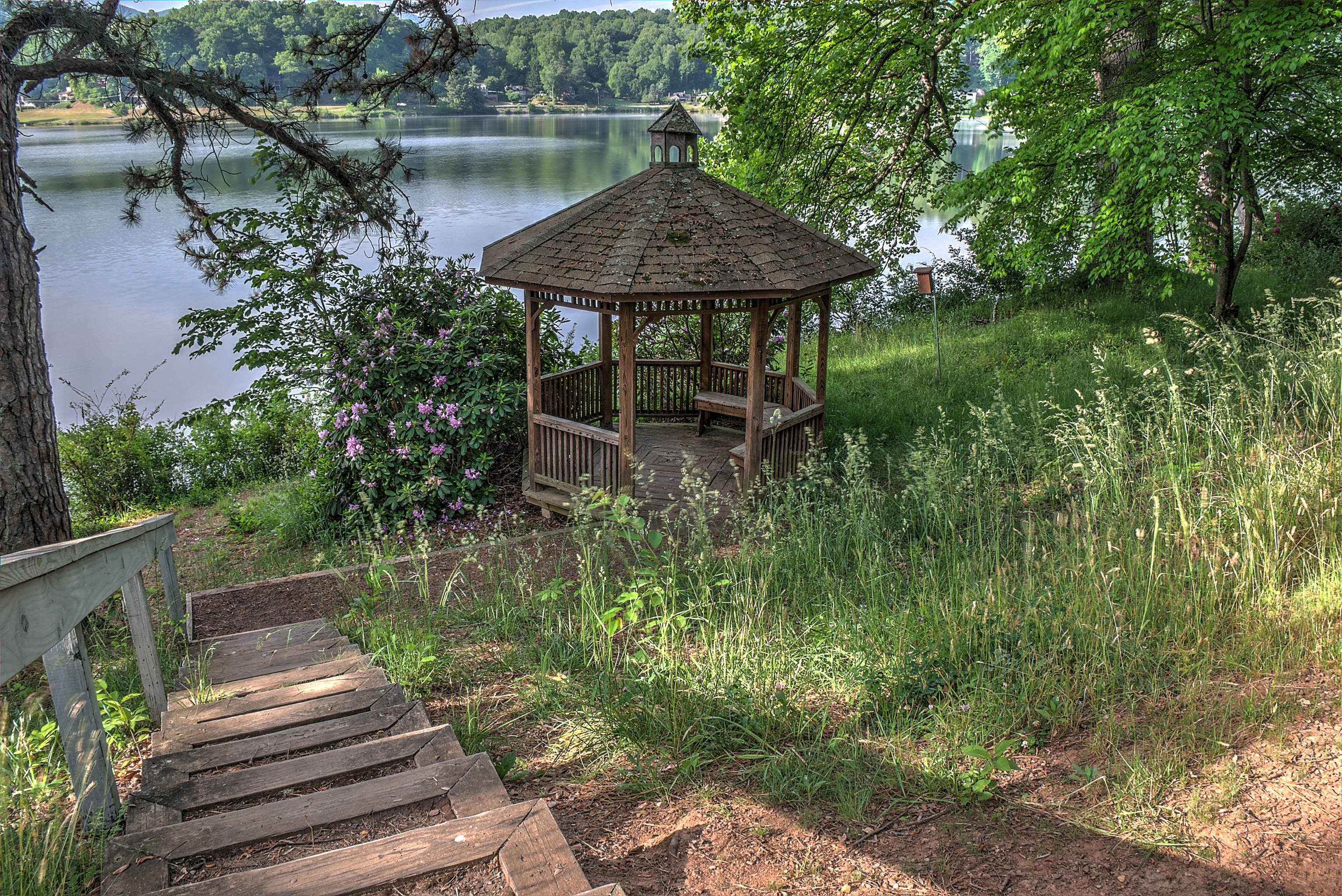
Gazebo en el lago Junaluska, Carolina del Norte
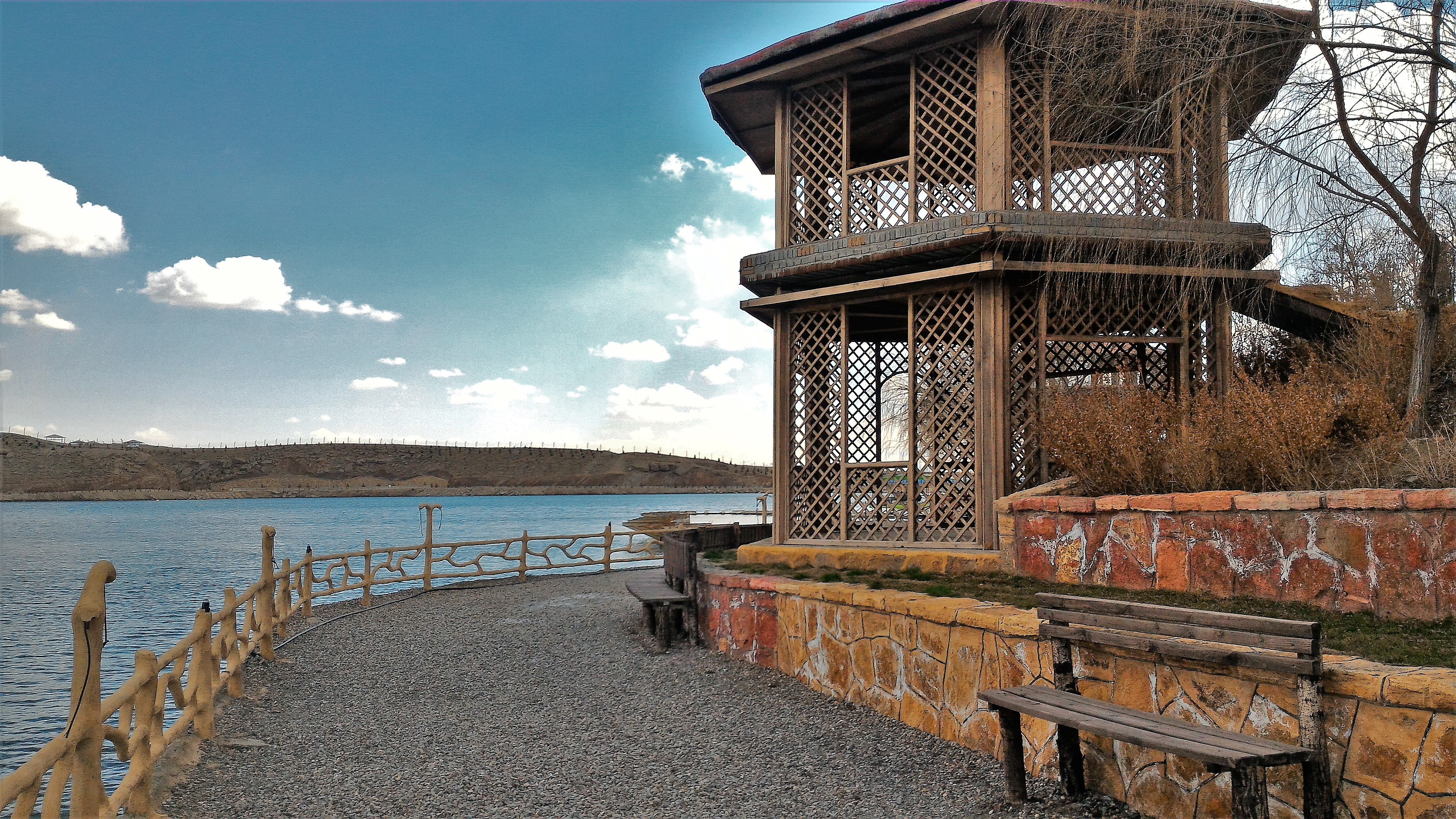
Un mirador de dos pisos en la presa de Ammand, Tabriz, Irán
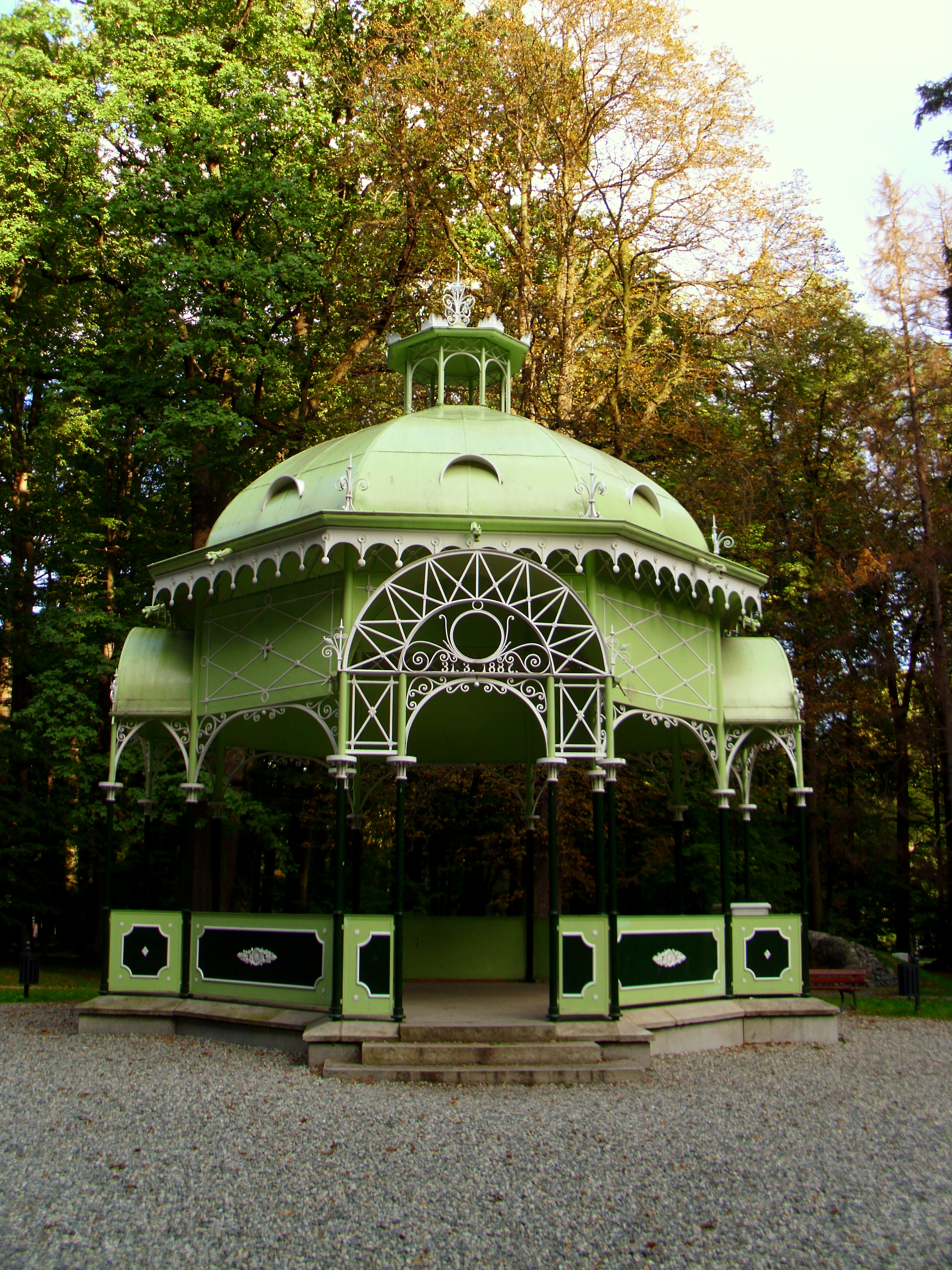
Gazebo en Prudnik, Polonia
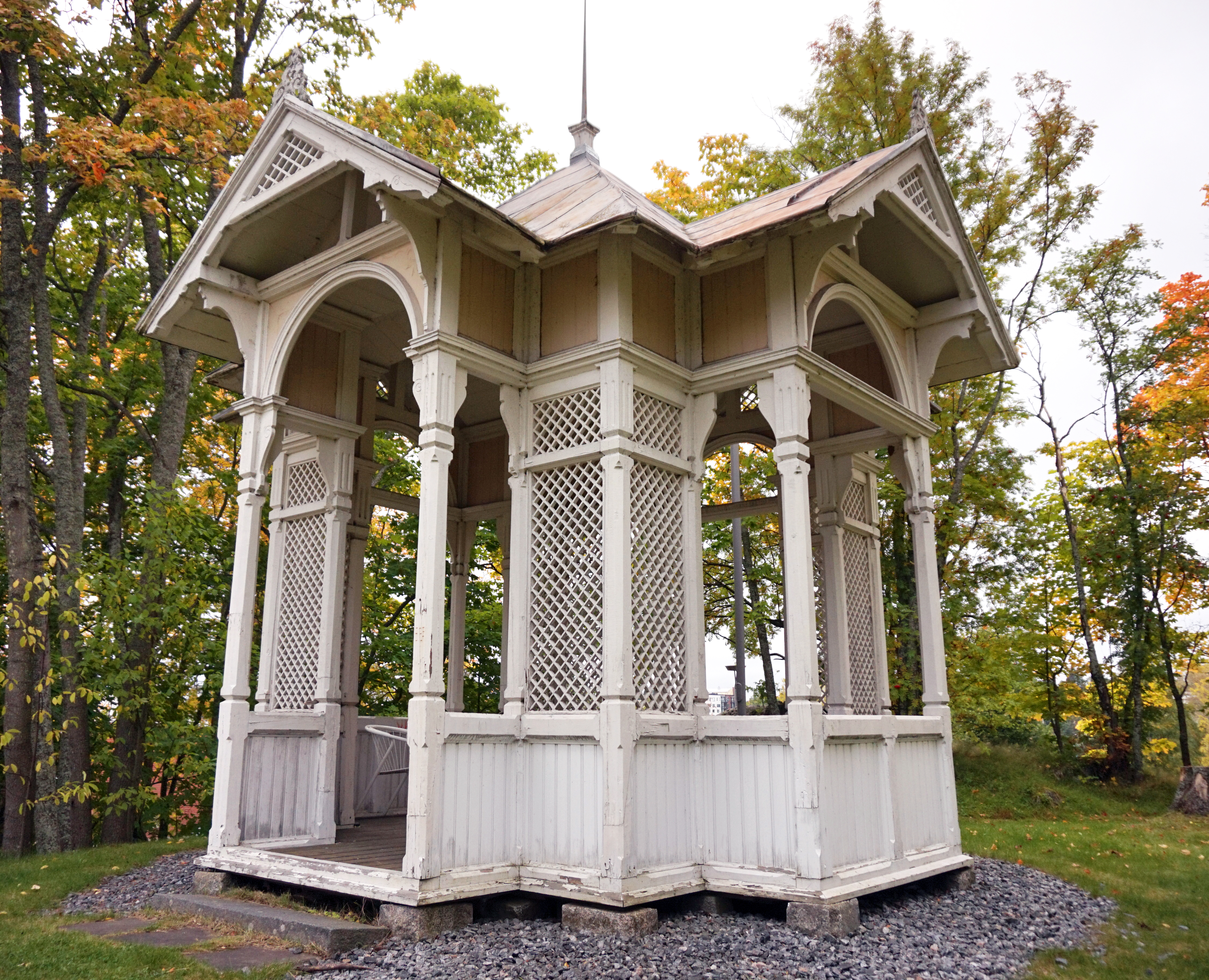
Un pequeño cenador en Väinölänniemi, Kuopio, Finlandia